# NGC 1808
NGC 1808 est une galaxie spirale intermédiaire rapprochée et située dans la constellation de la Colombe. NGC 1808 a été découverte par l'astronome écossais James Dunlop en 1826.

## Caractéristiques
Sa vitesse par rapport au fond diffus cosmologique est de 1 023 ± 4 km/s, ce qui correspond à une distance de Hubble de 15,1 ± 1,1 Mpc (∼49,3 millions d'al).
NGC 1808 est une galaxie active de type Seyfert 2. La classe de luminosité de NGC 1808 est I et elle présente une large raie HI. De plus, elle renferme des régions d'hydrogène ionisé.

### Distance
À ce jour, une douzaine de mesures non basées sur le décalage vers le rouge (redshift) donnent une distance de 9,287 ± 2,540 Mpc (∼30,3 millions d'al), ce qui est à l'extérieur mais compatible avec les valeurs de la distance de Hubble. Puisque cette galaxie est relativement rapprochée du Groupe local, il est probable que cette valeur soit plus près de la distance réelle de NGC 1808. Notons que c'est avec la valeur moyenne des mesures indépendantes, lorsqu'elles existent, que la base de données NASA/IPAC calcule le diamètre d'une galaxie.

### Luminosité dans l'infrarouge
La luminosité de la galaxie NGC 1808 dans l'infrarouge lointain (de 40 à 400 µm)  est égale à 3,55 × 1010 {\displaystyle L_{\odot }} (1010,55{\displaystyle L_{\odot }}) et sa luminosité totale dans l'infrarouge (de 8 à 1 000 µm) est de 5,13 × 1010 {\displaystyle L_{\odot }} (1010,71{\displaystyle L_{\odot }}).

## Morphologie

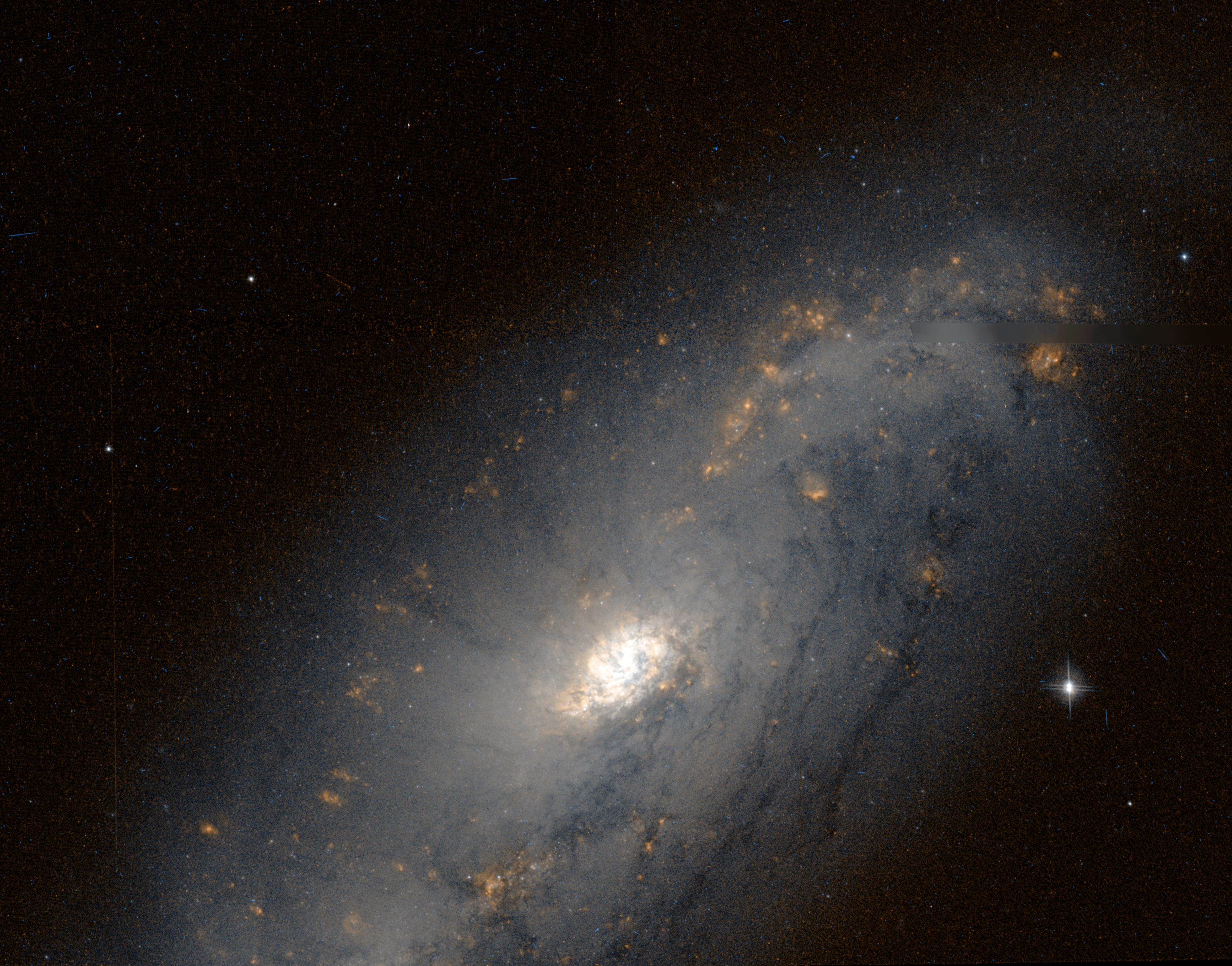
NGC 1808 par le télescope spatial Hubble

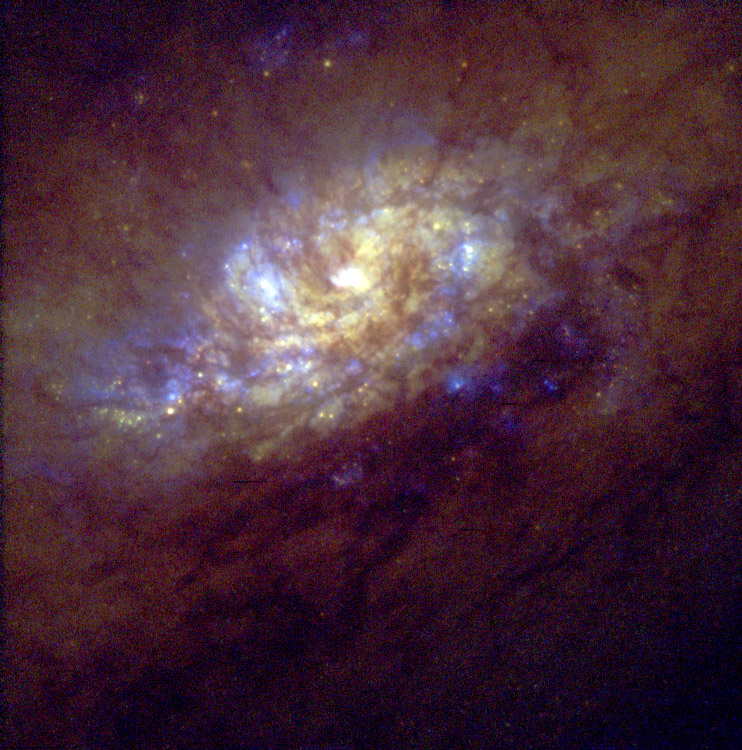
Une image du centre de NGC 1808 par le télescope spatial Hubble.

NGC 1808 a été utilisée par Gérard de Vaucouleurs comme une galaxie de type morphologique (R1)SAB(s)b pec dans son atlas des galaxies,.
Eskridge, Frogel et Pogge ont publié un article en 2002 décrivant la morphologie de 205 galaxies spirales ou lenticulaires rapprochées. Les observations ont été réalisées dans la bande H de l'infrarouge et dans la bande B (le bleu). Selon Eskridge et ses collègues, NGC 1808 est de type  SABb? pec dans la bande B et SBa dans la bande H. Le noyau de la galaxie est ponctuel et très brillant. Il est encastré dans une courte barre de faible luminosité. Cette barre est elle-même encastrée dans un bulbe en forme de boîte. À une brillance de surface élevée, le bulbe présente une morphologie en forme de citron. À une luminosité de surface plus faible, le bulbe devient en forme de boîte de façon plus prononcée. Des bras spiralés émergent des coins est et ouest du bulbe. Près du bulbe, le bras à l'est présente quelques nœuds et, plus loin, une tache diffuse de forte brillance de surface. Le bras à l'ouest forme une crête très nette et bien définie. Il ne semble pas y avoir de nœuds dans celui-ci. Les bras sont tous deux encastrés dans un disque lisse.

### Un disque entourant le noyau
Grâce aux observations du télescope spatial Hubble, on a détecté un disque de formation d'étoiles autour du noyau de NGC 1808. La taille de son demi-grand axe est estimée à 280 pc (~915 années-lumière).

## Supernova
La supernova SN 1993af a été découverte le 15 novembre 1993 par Marina Wischnjewsky de l'université du Chili. Cette supernova était de type Ia.

## Groupe de NGC 1792
NGC 1808 est une galaxie brillante dans le domaine des rayons X et elle fait partie du groupe de NGC 1792. Ce groupe brillant dans le domaine des rayons X comprend sept galaxies. Les six autres galaxies de ce groupe sont NGC 1792, NGC 1827, ESO 305-G009, ESO 362-G011, ESO 362-G011 et ESO 362-G011. Notons que le site de Richard Powell, Un Atlas de l'Univers, fait aussi mention du groupe de NGC 1792, mais avec seulement quatre galaxies, soit NGC 1792, NGC 1808, NGC 1827 et ESO 305-9.
Un article publié par A.M. Garcia en 1993 mentionne aussi les galaxies de ce groupe, mais sous le nom de « groupe de NGC 1808 ». Une huitième galaxie s'ajoute à la liste, ESO 305-G017. Cette galaxie ne brille pas dans le domaine des rayons X.